# Darıcabaşı, Mesudiye
Darıcabaşı là một xã thuộc huyện Mesudiye, tỉnh Ordu, Thổ Nhĩ Kỳ. Dân số thời điểm năm 2010 là 143 người.